# Morten Jersild
Morten Jersild (21. september 1936 – 23. april 2009) var en dansk reklamemand, der spillede en stor rolle i udviklingen af holdningsbaseret markedsføring i Danmark. 
Jersild var oprindeligt jurastuderende ved Københavns Universitet, men sprang fra og begyndte hos bureauet WA Reklame/Marketing (i dag Young & Rubicam) i 1957. Han kom i 1961 til Thomas Bergsøe Reklame, hvor han var reklamechef og siden meddirektør. I 1969 blev han selvstændig med Morten Jersild A/S. 
Firmaet stod bag relanceringen af Dagbladet Børsen og i 1972 bag en storstilet kampagne for Folkebevægelsen mod EF, der advokerede for et nej til dansk EF-medlemskab. Han var en pioner i udviklingen af meningsannoncer, og stod bl.a. bag en kampagne, der havde til formål at ophæve fiskernes blokade i Esbjerg Havn, hvilket lykkedes. I 1980'erne stod han for Sundhedsstyrelsens aids-kampagne med enorme kondomer på bybusserne. I 1996 måtte Jersild erklære sig konkurs, men arbejdede senere for Kulturby 96 og var med til at udarbejde Livet er fedt-kampagnen for Sundhedsstyrelsen.
Han udgav i 1993 erindringsbogen På kanten af reklame.
Morten Jersild er far til journalisten Jens Olaf Jersild.